# Palmarito (Corozal)
Palmarito es un barrio ubicado en el municipio de Corozal en el estado libre asociado de Puerto Rico. En el Censo de 2010 tenía una población de 2227 habitantes y una densidad poblacional de 174,38 personas por km².

## Geografía

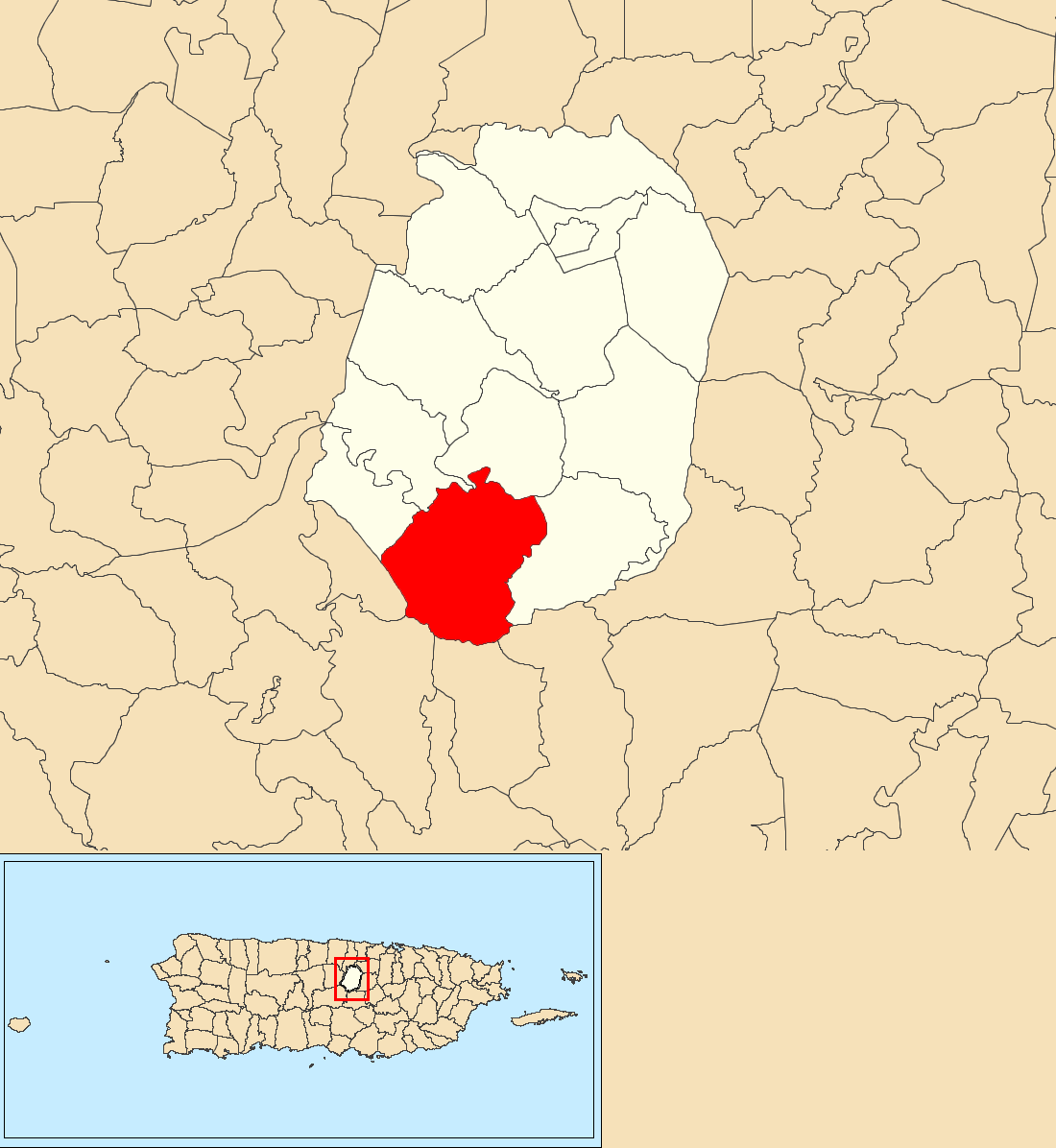
Ubicación de Palmarito en Corozal

Palmarito se encuentra ubicado en las coordenadas 18°15′36″N 66°20′35″O / 18.26000, -66.34306. Según la Oficina del Censo de los Estados Unidos, Palmarito tiene una superficie total de 12.77 km², que corresponden a tierra firme.

## Demografía
Según el censo de 2010, había 2227 personas residiendo en Palmarito. La densidad de población era de 174,38 hab./km². De los 2227 habitantes, Palmarito estaba compuesto por el 89.4% blancos, el 4.36% eran afroamericanos, el 4.71% eran de otras razas y el 1.53% pertenecían a dos o más razas. Del total de la población el 99.87% eran hispanos o latinos de cualquier raza.